# Jack Skellington
Jack Skellington és el rei carbassa del poble Halloween, on es prepara cada any el Halloween per al món mortal. Però Jack està deprimit per haver d'organitzar cada any la mateixa celebració. És quan descobreix Nadal que la seva vida canvia i decideix apropiar-se de la festivitat tot segrestant el Pare Noel.
Protagonista de la pel·lícula d'animació de Tim Burton Malson abans de Nadal, Jack Skellington ha esdevingut una icona dels nostres temps. Així el podem trobar en nombrosos articles: des de joguines a bosses de mà o samarretes fins a tasses i cendrers.
En la pel·lícula James i el préssec gegant (1996) torna a aparèixer en el paper d'un esquelètic pirata marí. També és citat en el single "I Miss You" del cinquè disc de blink-182.

## Jack aMalson abans de Nadal
Jack Skellington és l'esperit protector de Halloween, es presenten com l'una amb Santa Claus i el Conill de Pasqua en el seu propi dia de festa. Com un esquelet vivent, ell és immortal i pot eliminar les parts del seu cos, sense perjudici, com es demostra sovint per alleujament còmic. Ell és el més important dels molts esperits de Halloween, amb la implicació que el seu treball consisteix a espantar la gent en el món real, la nit de Halloween.